# Weihwasserbecken (Saint-Macaire, Gironde)

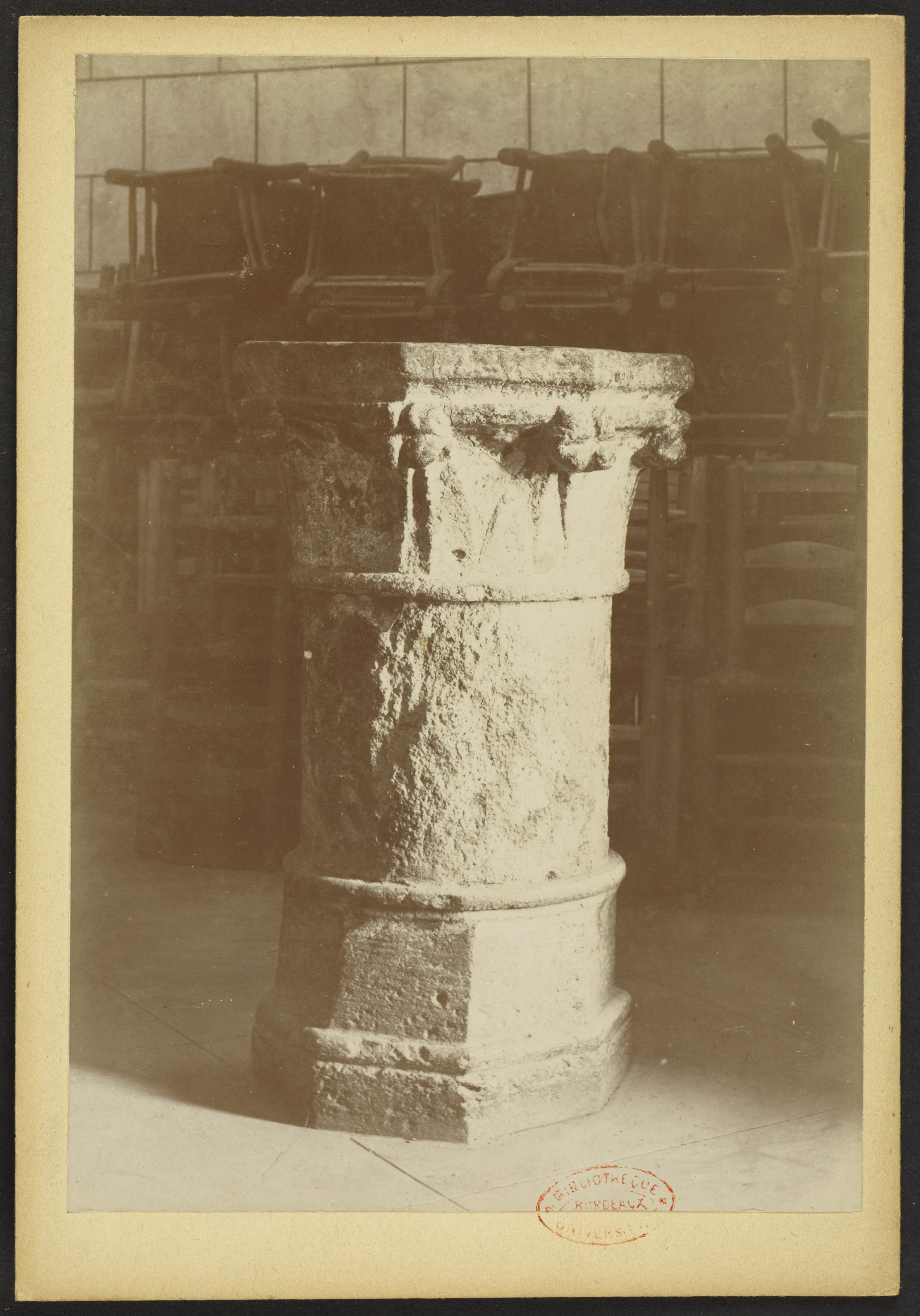
Weihwasserbecken in Saint-Macaire (Foto von Jean-Auguste Brutails, um 1900)

Das Weihwasserbecken in der Kirche St-Sauveur-St-Macaire in Saint-Macaire, einer französischen Gemeinde im Département Gironde der Region Nouvelle-Aquitaine, wurde im 13. Jahrhundert geschaffen. Im Jahr 1908 wurde das gotische Weihwasserbecken als Monument historique in die Liste der denkmalgeschützten Objekte (Base Palissy) in Frankreich aufgenommen.
Das 1,12 Meter hohe Weihwasserbecken aus Stein besteht aus einer oktogonalen Basis mit daraufstehender Säule. Das rechteckige Becken ist außen mit vorspringenden Elementen geschmückt.